# Archaeotinodes tenuis
Archaeotinodes tenuis là một loài Trichoptera hóa thạch trong họ Ecnomidae.